# Concertino

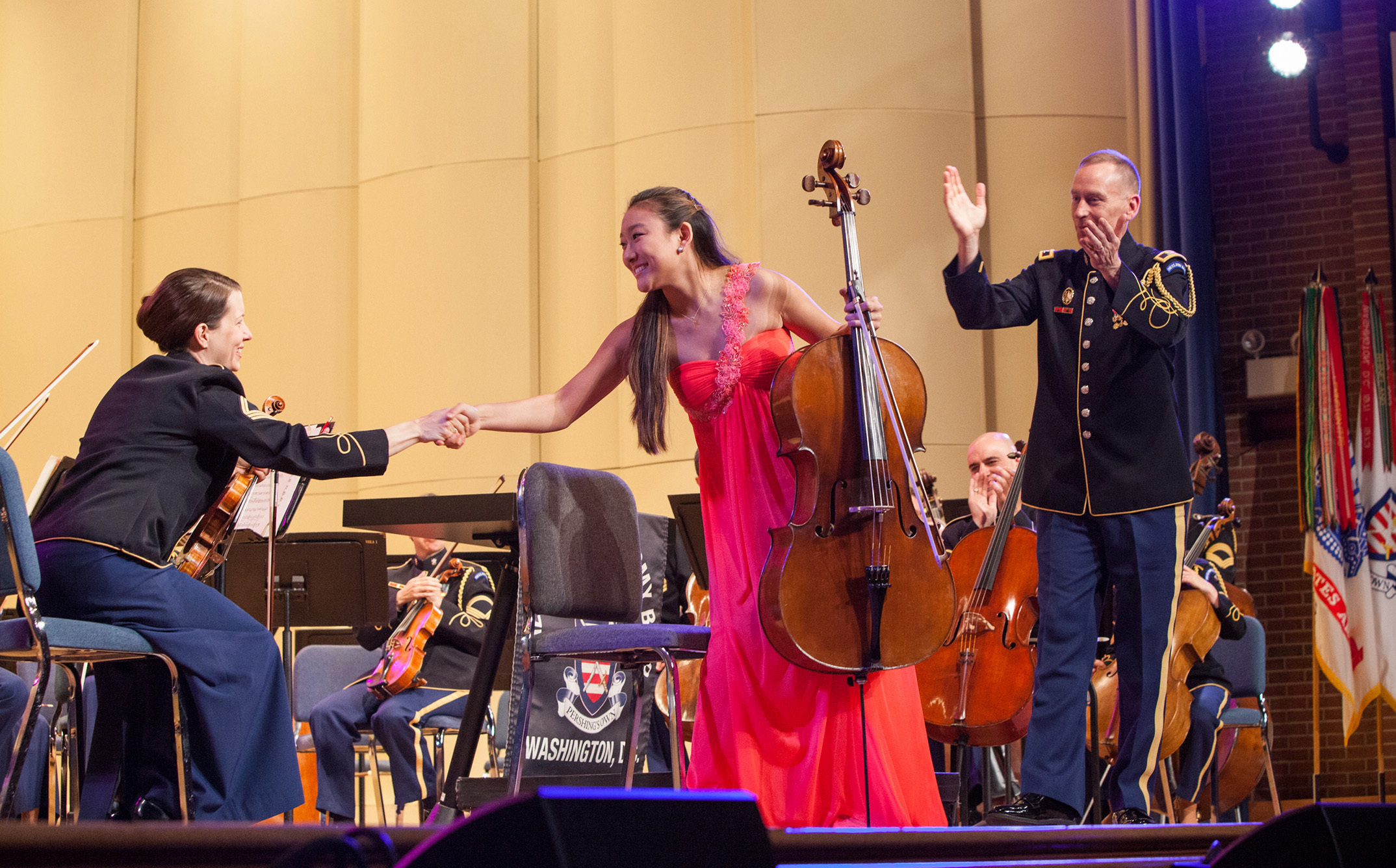
Estudiantes practicando para un concertino, en el instituto John Marshall High School, Los Ángeles, Estados Unidos.

En una orquesta sinfónica, el concertino es el solista de la sección de violines primeros, en una banda el clarinete principal o a veces la trompeta.
De forma más general, el concertino es el instrumento o grupo de instrumentos solistas, por contraposición con el ripieno, que es el conjunto de instrumentos que sirven de acompañamiento y base para el concierto. Entre ambos suele darse un intercambio de material musical. El nombre surge del concerto grosso, género empleado sobre todo en el barroco italiano en el que destacó Arcangelo Corelli. Por extensión, se utilizan ambos términos para cualquier agrupación de músicos que cumplan sus características; puede hablarse, por ejemplo, del concertino y el ripieno de una Big Band de jazz, género que comparte muchas características formales con el concerto grosso (incluyendo la libertad interpretativa y de improvisación, que es típica de la música anterior al clasicismo). 
En la actualidad, el término se usa muy comúnmente para la música sinfónica, donde la primacía de los violines es muy habitual. Así, en la orquesta, el concertino es la persona de mayor jerarquía después del director, el que ejecuta los solos de violín en caso de que los haya, con excepción de los conciertos, en el que es probable que intervengan varios violines solistas. El concertino toma decisiones respectivas a la técnica de ejecución de los violines y, en ocasiones, de todos los instrumentos de cuerda, y puede encargarse de la afinación de toda la orquesta (solo cuerda) antes de los ensayos y actuaciones y otras cuestiones técnicas. En ocasiones ayuda a la dirección de la orquesta con pequeños gestos o guiños que marcan tiempos que no pueden ser indicados solamente por la batuta del director.